# Bake Off Italia - Dolci in forno (quarta edizione)
La quarta edizione di Bake Off Italia - Dolci in forno è stata girata presso Villa Annoni, situata a Cuggiono (MI). Il programma è prodotto da Magnolia. È andata in onda dal 2 settembre al 2 dicembre 2016. Il vincitore della quarta edizione del programma avrà come premio la possibilità di creare un libro di ricette e di pubblicarlo.
Il programma è presentato da Benedetta Parodi ed ha come giudici Ernst Knam, Clelia d'Onofrio e, per la prima volta, Antonio Lamberto Martino.
Come per l'edizione precedente, la serie si è aperta con una puntata pilota dedicata ai casting e alla presentazione dei venti concorrenti.

## Concorrenti
I venti concorrenti sono stati rivelati durante la puntata introduttiva "Aspettando Bake Off Italia" il 29 luglio 2016, concorrenti nominati durante la puntata dedicata ai casting.
|     | Concorrente         | Età | Occupazione                                        | Città            | Posizione            |
| --- | ------------------- | --- | -------------------------------------------------- | ---------------- | -------------------- |
| 1ª  | Joyce Escano        | 30  | Responsabile di un magazzino in un negozio di moda | Rodigo           | Vincitrice           |
| 2ª  | Francesca Tiranti   | 27  | Segretaria                                         | Roma             | Seconda Classificata |
| 3°  | Mattia Albertin     | 32  | Tecnico di radiologia                              | Monselice        | Terzo Classificato   |
| 4°  | Bartolomeo Giordano | 44  | Architetto                                         | Salerno          | Eliminato            |
| 5°  | Luca Russo          | 34  | Addetto recupero crediti                           | Napoli           | Eliminato            |
| 6°  | Lorenzo Accattoli   | 25  | Ingegnere                                          | Ancona           | Eliminato            |
| 7ª  | Martina Cantone     | 21  | Studentessa                                        | Napoli           | Eliminata            |
| 8ª  | Roberta Marino      | 32  | Ingegnere gestionale                               | Torino           | Eliminata            |
| 9ª  | Paola Gonzales      | 32  | Casalinga                                          | Iseo             | Eliminata            |
| 10° | Federico Andreini   | 17  | Studente                                           | Lucca            | Ritirato             |
| 11ª | Valentina Vincetti  | 16  | Studentessa                                        | Parma            | Eliminata            |
| 12ª | Annalisa Calasso    | 70  | Casalinga                                          | Viareggio        | Eliminata            |
| 13° | Claudio Lisanti     | 43  | Operaio                                            | Canosa di Puglia | Eliminato            |
| 14° | Michele Petrilli    | 47  | Elettricista                                       | Foggia           | Eliminato            |
| 15ª | Stefania Frascina   | 44  | Addetta amministrativa in studio dentistico        | Torino           | Eliminata            |
| 16° | Giovanni Lombardo   | 49  | Parrucchiere                                       | Firenze          | Eliminato            |
| 17ª | Federica Monea      | 25  | Studentessa                                        | Crotone          | Eliminata            |
| 18º | Rossella Lattaruolo | 57  | Casalinga                                          | Firenze          | Eliminata            |
| 18º | Fabio Foschi        | 62  | Docente                                            | Lecco            | Eliminato            |
| 19º | Emanuele Schiano    | 22  | Studente di odontoiatria                           | Napoli           | Eliminato            |
| 19º | Mario Benvenuti     | 43  | Camionista                                         | Ravenna          | Eliminato            |

## Tabella eliminazioni
| 1  | Claudio    | Michele    | Martina   | Luca      | Joyce     | Joyce     | Francesca  | Mattia     | Bartolomeo | Joyce      | Francesca  | Joyce      | Francesca  | Francesca | Joyce     |  |  |  |  |  |  |  |  |  |  |  |  |  |  |  |  |  |  |  |  |  |  |  |  |  |  |  |  |  |  |  |  |  |  |  |  |  |  |  |  |  |  |  |  |  |  |  |  |  |  |  |  |  |  |  |  |  |  |  |  |  |  |  |  |  |  |  |  |  |  |  |  |  |  |  |  |  |  |  |  |  |  |  |  |  |  |  |  |  |  |  |  |  |  |  |  |  |  |  |  |  |  |  |  |  |  |  |  |  |  |  |  |  |  |  |  |
| 2  | Joyce      | Annalisa   | Joyce     | Francesca | Valentina | Mattia    | Lorenzo    | Paola      | Mattia     | Luca       | Luca       | Francesca  | Joyce      | Joyce     | Francesca |  |  |  |  |  |  |  |  |  |  |  |  |  |  |  |  |  |  |  |  |  |  |  |  |  |  |  |  |  |  |  |  |  |  |  |  |  |  |  |  |  |  |  |  |  |  |  |  |  |  |  |  |  |  |  |  |  |  |  |  |  |  |  |  |  |  |  |  |  |  |  |  |  |  |  |  |  |  |  |  |  |  |  |  |  |  |  |  |  |  |  |  |  |  |  |  |  |  |  |  |  |  |  |  |  |  |  |  |  |  |  |  |  |  |  |  |
| 3  | Roberta    | Lorenzo    | Mattia    | Valentina | Luca      | Valentina | Joyce      | Joyce      | Francesca  | Francesca  | Bartolomeo | Bartolomeo | Mattia     | Mattia    |           |  |  |  |  |  |  |  |  |  |  |  |  |  |  |  |  |  |  |  |  |  |  |  |  |  |  |  |  |  |  |  |  |  |  |  |  |  |  |  |  |  |  |  |  |  |  |  |  |  |  |  |  |  |  |  |  |  |  |  |  |  |  |  |  |  |  |  |  |  |  |  |  |  |  |  |  |  |  |  |  |  |  |  |  |  |  |  |  |  |  |  |  |  |  |  |  |  |  |  |  |  |  |  |  |  |  |  |  |  |  |  |  |  |  |  |  |
| 4  | Francesca  | Claudio    | Valentina | Annalisa  | Mattia    | Federico  | Martina    | Roberta    | Joyce      | Bartolomeo | Joyce      | Mattia     | Bartolomeo |           |           |  |  |  |  |  |  |  |  |  |  |  |  |  |  |  |  |  |  |  |  |  |  |  |  |  |  |  |  |  |  |  |  |  |  |  |  |  |  |  |  |  |  |  |  |  |  |  |  |  |  |  |  |  |  |  |  |  |  |  |  |  |  |  |  |  |  |  |  |  |  |  |  |  |  |  |  |  |  |  |  |  |  |  |  |  |  |  |  |  |  |  |  |  |  |  |  |  |  |  |  |  |  |  |  |  |  |  |  |  |  |  |  |  |  |  |  |
| 5  | Federico   | Stefania   | Roberta   | Claudio   | Paola     | Lorenzo   | Roberta    | Bartolomeo | Martina    | Martina    | Mattia     | Luca       |            |           |           |  |  |  |  |  |  |  |  |  |  |  |  |  |  |  |  |  |  |  |  |  |  |  |  |  |  |  |  |  |  |  |  |  |  |  |  |  |  |  |  |  |  |  |  |  |  |  |  |  |  |  |  |  |  |  |  |  |  |  |  |  |  |  |  |  |  |  |  |  |  |  |  |  |  |  |  |  |  |  |  |  |  |  |  |  |  |  |  |  |  |  |  |  |  |  |  |  |  |  |  |  |  |  |  |  |  |  |  |  |  |  |  |  |  |  |  |
| 6  | Michele    | Mattia     | Luca      | Federico  | Martina   | Luca      | Bartolomeo | Federico   | Lorenzo    | Mattia     | Lorenzo    | Lorenzo    |            |           |           |  |  |  |  |  |  |  |  |  |  |  |  |  |  |  |  |  |  |  |  |  |  |  |  |  |  |  |  |  |  |  |  |  |  |  |  |  |  |  |  |  |  |  |  |  |  |  |  |  |  |  |  |  |  |  |  |  |  |  |  |  |  |  |  |  |  |  |  |  |  |  |  |  |  |  |  |  |  |  |  |  |  |  |  |  |  |  |  |  |  |  |  |  |  |  |  |  |  |  |  |  |  |  |  |  |  |  |  |  |  |  |  |  |  |  |  |
| 7  | Federica   | Paola      | Federico  | Lorenzo   | Francesca | Martina   | Federico   | Luca       | Roberta    | Lorenzo    | Martina    |            |            |           |           |  |  |  |  |  |  |  |  |  |  |  |  |  |  |  |  |  |  |  |  |  |  |  |  |  |  |  |  |  |  |  |  |  |  |  |  |  |  |  |  |  |  |  |  |  |  |  |  |  |  |  |  |  |  |  |  |  |  |  |  |  |  |  |  |  |  |  |  |  |  |  |  |  |  |  |  |  |  |  |  |  |  |  |  |  |  |  |  |  |  |  |  |  |  |  |  |  |  |  |  |  |  |  |  |  |  |  |  |  |  |  |  |  |  |  |  |
| 8  | Valentina  | Bartolomeo | Lorenzo   | Roberta   | Roberta   | Francesca | Mattia     | Francesca  | Luca       | Roberta    |            |            |            |           |           |  |  |  |  |  |  |  |  |  |  |  |  |  |  |  |  |  |  |  |  |  |  |  |  |  |  |  |  |  |  |  |  |  |  |  |  |  |  |  |  |  |  |  |  |  |  |  |  |  |  |  |  |  |  |  |  |  |  |  |  |  |  |  |  |  |  |  |  |  |  |  |  |  |  |  |  |  |  |  |  |  |  |  |  |  |  |  |  |  |  |  |  |  |  |  |  |  |  |  |  |  |  |  |  |  |  |  |  |  |  |  |  |  |  |  |  |
| 9  | Annalisa   | Valentina  | Annalisa  | Paola     | Annalisa  | Roberta   | Paola      | Lorenzo    | Paola      |            |            |            |            |           |           |  |  |  |  |  |  |  |  |  |  |  |  |  |  |  |  |  |  |  |  |  |  |  |  |  |  |  |  |  |  |  |  |  |  |  |  |  |  |  |  |  |  |  |  |  |  |  |  |  |  |  |  |  |  |  |  |  |  |  |  |  |  |  |  |  |  |  |  |  |  |  |  |  |  |  |  |  |  |  |  |  |  |  |  |  |  |  |  |  |  |  |  |  |  |  |  |  |  |  |  |  |  |  |  |  |  |  |  |  |  |  |  |  |  |  |  |
| 10 | Bartolomeo | Federico   | Claudio   | Joyce     | Federico  | Paola     | Luca       | Martina    | Federico   |            |            |            |            |           |           |  |  |  |  |  |  |  |  |  |  |  |  |  |  |  |  |  |  |  |  |  |  |  |  |  |  |  |  |  |  |  |  |  |  |  |  |  |  |  |  |  |  |  |  |  |  |  |  |  |  |  |  |  |  |  |  |  |  |  |  |  |  |  |  |  |  |  |  |  |  |  |  |  |  |  |  |  |  |  |  |  |  |  |  |  |  |  |  |  |  |  |  |  |  |  |  |  |  |  |  |  |  |  |  |  |  |  |  |  |  |  |  |  |  |  |  |
| 11 | Mattia     | Roberta    | Francesca | Martina   | Lorenzo   | Annalisa  | Valentina  |            |            |            |            |            |            |           |           |  |  |  |  |  |  |  |  |  |  |  |  |  |  |  |  |  |  |  |  |  |  |  |  |  |  |  |  |  |  |  |  |  |  |  |  |  |  |  |  |  |  |  |  |  |  |  |  |  |  |  |  |  |  |  |  |  |  |  |  |  |  |  |  |  |  |  |  |  |  |  |  |  |  |  |  |  |  |  |  |  |  |  |  |  |  |  |  |  |  |  |  |  |  |  |  |  |  |  |  |  |  |  |  |  |  |  |  |  |  |  |  |  |  |  |  |
| 12 | Martina    | Francesca  | Stefania  | Mattia    | Claudio   |           |            |            |            |            |            |            |            |           |           |  |  |  |  |  |  |  |  |  |  |  |  |  |  |  |  |  |  |  |  |  |  |  |  |  |  |  |  |  |  |  |  |  |  |  |  |  |  |  |  |  |  |  |  |  |  |  |  |  |  |  |  |  |  |  |  |  |  |  |  |  |  |  |  |  |  |  |  |  |  |  |  |  |  |  |  |  |  |  |  |  |  |  |  |  |  |  |  |  |  |  |  |  |  |  |  |  |  |  |  |  |  |  |  |  |  |  |  |  |  |  |  |  |  |  |  |
| 13 | Lorenzo    | Joyce      | Paola     | Michele   |           |           |            |            |            |            |            |            |            |           |           |  |  |  |  |  |  |  |  |  |  |  |  |  |  |  |  |  |  |  |  |  |  |  |  |  |  |  |  |  |  |  |  |  |  |  |  |  |  |  |  |  |  |  |  |  |  |  |  |  |  |  |  |  |  |  |  |  |  |  |  |  |  |  |  |  |  |  |  |  |  |  |  |  |  |  |  |  |  |  |  |  |  |  |  |  |  |  |  |  |  |  |  |  |  |  |  |  |  |  |  |  |  |  |  |  |  |  |  |  |  |  |  |  |  |  |  |
| 14 | Stefania   | Giovanni   | Michele   | Stefania  |           |           |            |            |            |            |            |            |            |           |           |  |  |  |  |  |  |  |  |  |  |  |  |  |  |  |  |  |  |  |  |  |  |  |  |  |  |  |  |  |  |  |  |  |  |  |  |  |  |  |  |  |  |  |  |  |  |  |  |  |  |  |  |  |  |  |  |  |  |  |  |  |  |  |  |  |  |  |  |  |  |  |  |  |  |  |  |  |  |  |  |  |  |  |  |  |  |  |  |  |  |  |  |  |  |  |  |  |  |  |  |  |  |  |  |  |  |  |  |  |  |  |  |  |  |  |  |
| 15 | Giovanni   | Martina    | Giovanni  |           |           |           |            |            |            |            |            |            |            |           |           |  |  |  |  |  |  |  |  |  |  |  |  |  |  |  |  |  |  |  |  |  |  |  |  |  |  |  |  |  |  |  |  |  |  |  |  |  |  |  |  |  |  |  |  |  |  |  |  |  |  |  |  |  |  |  |  |  |  |  |  |  |  |  |  |  |  |  |  |  |  |  |  |  |  |  |  |  |  |  |  |  |  |  |  |  |  |  |  |  |  |  |  |  |  |  |  |  |  |  |  |  |  |  |  |  |  |  |  |  |  |  |  |  |  |  |  |
| 16 | Paola      | Federica   |           |           |           |           |            |            |            |            |            |            |            |           |           |  |  |  |  |  |  |  |  |  |  |  |  |  |  |  |  |  |  |  |  |  |  |  |  |  |  |  |  |  |  |  |  |  |  |  |  |  |  |  |  |  |  |  |  |  |  |  |  |  |  |  |  |  |  |  |  |  |  |  |  |  |  |  |  |  |  |  |  |  |  |  |  |  |  |  |  |  |  |  |  |  |  |  |  |  |  |  |  |  |  |  |  |  |  |  |  |  |  |  |  |  |  |  |  |  |  |  |  |  |  |  |  |  |  |  |  |
| 17 | Rossella   |            |           |           |           |           |            |            |            |            |            |            |            |           |           |  |  |  |  |  |  |  |  |  |  |  |  |  |  |  |  |  |  |  |  |  |  |  |  |  |  |  |  |  |  |  |  |  |  |  |  |  |  |  |  |  |  |  |  |  |  |  |  |  |  |  |  |  |  |  |  |  |  |  |  |  |  |  |  |  |  |  |  |  |  |  |  |  |  |  |  |  |  |  |  |  |  |  |  |  |  |  |  |  |  |  |  |  |  |  |  |  |  |  |  |  |  |  |  |  |  |  |  |  |  |  |  |  |  |  |  |
| 18 | Fabio      |            |           |           |           |           |            |            |            |            |            |            |            |           |           |  |  |  |  |  |  |  |  |  |  |  |  |  |  |  |  |  |  |  |  |  |  |  |  |  |  |  |  |  |  |  |  |  |  |  |  |  |  |  |  |  |  |  |  |  |  |  |  |  |  |  |  |  |  |  |  |  |  |  |  |  |  |  |  |  |  |  |  |  |  |  |  |  |  |  |  |  |  |  |  |  |  |  |  |  |  |  |  |  |  |  |  |  |  |  |  |  |  |  |  |  |  |  |  |  |  |  |  |  |  |  |  |  |  |  |  |
| 19 | Emanuele   |            |           |           |           |           |            |            |            |            |            |            |            |           |           |  |  |  |  |  |  |  |  |  |  |  |  |  |  |  |  |  |  |  |  |  |  |  |  |  |  |  |  |  |  |  |  |  |  |  |  |  |  |  |  |  |  |  |  |  |  |  |  |  |  |  |  |  |  |  |  |  |  |  |  |  |  |  |  |  |  |  |  |  |  |  |  |  |  |  |  |  |  |  |  |  |  |  |  |  |  |  |  |  |  |  |  |  |  |  |  |  |  |  |  |  |  |  |  |  |  |  |  |  |  |  |  |  |  |  |  |
| 20 | Mario      |            |           |           |           |           |            |            |            |            |            |            |            |           |           |  |  |  |  |  |  |  |  |  |  |  |  |  |  |  |  |  |  |  |  |  |  |  |  |  |  |  |  |  |  |  |  |  |  |  |  |  |  |  |  |  |  |  |  |  |  |  |  |  |  |  |  |  |  |  |  |  |  |  |  |  |  |  |  |  |  |  |  |  |  |  |  |  |  |  |  |  |  |  |  |  |  |  |  |  |  |  |  |  |  |  |  |  |  |  |  |  |  |  |  |  |  |  |  |  |  |  |  |  |  |  |  |  |  |  |  |

Legenda:
     Il concorrente ha vinto la gara
     Il concorrente si è classificato secondo
     Il concorrente si è classificato terzo
     Il concorrente ha vinto la puntata ed ha diritto ad indossare il "grembiule blu"
     Il concorrente ha vinto la puntata ed anche la prova tecnica
     Il concorrente ha vinto la prova tecnica ed è salvo
     Il concorrente è salvo ed accede alla puntata successiva (l'ordine di chiamata è casuale)
     Il concorrente figura tra gli ultimi 2/3 ed è a rischio eliminazione 
     Il concorrente è stato eliminato al termine della prova creativa 
     Il concorrente è stato eliminato
     Il concorrente è stato eliminato al termine della prova tecnica
     Il concorrente si è ritirato dalla gara
     Il concorrente è stato ripescato
     Il concorrente accede alla finalissima
|               | 1           | 2           | 3           | 4           | 5           | 6           | 7          | 8        | 9               | 10        | 11        | 12        | Semifinale | Finale     | Grembiuli blu vinti |
| Prova Tecnica | Mattia      | Michele     | N.D.        | Federico    | Joyce       | Francesca   | Bartolomeo | Federico | Francesca Joyce | Luca      | Luca      | Mattia    | Francesca  | N.D.       | Grembiuli blu vinti |
| Joyce         | SALVA       | SALVA       | SALVA       | SALVA       | PRIMA       | PRIMA       | SALVA      | SALVA    | SALVA           | PRIMA     | SALVA     | PRIMA     | ULTIMI 3   | VINCITRICE | 4                   |
| Francesca     | SALVA       | SALVA       | SALVA       | SALVA       | SALVA       | SALVA       | PRIMA      | SALVA    | SALVA           | SALVA     | PRIMA     | ULTIMI 3  | PRIMA      | SECONDA    | 3                   |
| Mattia        | SALVO       | SALVO       | SALVO       | ULTIMI 3    | SALVO       | SALVO       | SALVO      | PRIMO    | SALVO           | ULTIMI 3  | ULTIMI 3  | ULTIMI 3  | ULTIMI 3   | TERZO      | 1                   |
| Bartolomeo    | SALVO       | RITIRATO    | Non in gara | Non in gara | Non in gara | Non in gara | RIPESCATO  | SALVO    | PRIMO           | SALVO     | SALVO     | ULTIMI 3  | ELIMINATO  |            | 1                   |
| Luca          | Non in gara | Non in gara | SALVO       | PRIMO       | SALVO       | SALVO       | ULTIMI 3   | SALVO    | ULTIMI 3        | SALVO     | SALVO     | ELIMINATO |            |            |                     |
| Lorenzo       | SALVO       | SALVO       | SALVO       | SALVO       | ULTIMI 3    | SALVO       | SALVO      | SALVO    | SALVO           | ULTIMI 3  | ULTIMI 3  | ELIMINATO |            |            | 0                   |
| Martina       | SALVA       | ULTIMI 3    | PRIMA       | ULTIMI 3    | SALVA       | SALVA       | SALVA      | SALVA    | SALVA           | SALVA     | ELIMINATA |           |            |            | 1                   |
| Roberta       | SALVA       | SALVA       | SALVA       | SALVA       | SALVA       | ULTIMI 3    | SALVA      | SALVA    | ULTIMI 3        | ELIMINATA |           |           |            |            | 0                   |
| Paola         | ULTIMI 3    | SALVA       | ULTIMI 3    | SALVA       | SALVA       | ULTIMI 3    | ULTIMI 3   | SALVA    | ELIMINATA       |           |           |           |            |            |                     |
| Federico      | SALVO       | SALVO       | SALVO       | SALVO       | ULTIMI 3    | SALVO       | SALVO      | SALVO    | RITIRATO        |           |           |           |            |            |                     |
| Valentina     | SALVA       | SALVA       | SALVA       | SALVA       | SALVA       | SALVA       | ELIMINATA  |          |                 |           |           |           |            |            |                     |
| Annalisa      | SALVA       | SALVA       | SALVA       | SALVA       | SALVA       | ELIMINATA   |            |          |                 |           |           |           |            |            |                     |
| Claudio       | PRIMO       | SALVO       | SALVO       | SALVO       | ELIMINATO   |             |            |          |                 |           |           |           |            |            | 1                   |
| Michele       | SALVO       | PRIMO       | ULTIMI 3    | ELIMINATO   |             |             |            |          |                 |           |           |           |            |            |                     |
| Stefania      | SALVA       | SALVA       | SALVA       | ELIMINATA   |             |             |            |          |                 |           |           |           |            |            | 0                   |
| Giovanni      | ULTIMI 3    | ULTIMI 3    | ELIMINATO   |             |             |             |            |          |                 |           |           |           |            |            |                     |
| Federica      | SALVA       | ELIMINATA   |             |             |             |             |            |          |                 |           |           |           |            |            |                     |
| Rossella      | ELIMINATA   |             |             |             |             |             |            |          |                 |           |           |           |            |            |                     |
| Fabio         | ELIMINATO   |             |             |             |             |             |            |          |                 |           |           |           |            |            |                     |
| Emanuele      | ELIMINATO   |             |             |             |             |             |            |          |                 |           |           |           |            |            |                     |
| Mario         | ELIMINATO   |             |             |             |             |             |            |          |                 |           |           |           |            |            |                     |

Legenda:
     Il concorrente ha vinto la gara
     Il concorrente ha vinto il grembiule blu
     Il concorrente si classifica terzo
     Il concorrente è salvo e accede alla puntata successiva
     Il concorrente, al termine di una prova, o della puntata, figura tra gli ultimi 2 o 3 classificati ed è a rischio eliminazione, ma si salva
     Il concorrente è stato eliminato al termine della puntata
     Il concorrente ha perso la sfida finale
     Il concorrente figura tra gli ultimi 2 al termine della prova creativa, ed è a rischio eliminazione
     Il concorrente è stato eliminato al termine della prova creativa
     Il concorrente è stato ripescato
     Il concorrente si è ritirato dalla gara

## Riassunto episodi

### Episodio pilota
Prima TV: 29 luglio 2016
Puntata dedicata al racconto delle giornate di casting. Sono stati presentati i nuovi concorrenti: i venti migliori pasticcieri amatoriali d'Italia.

### Episodio 1
Prima TV: 2 settembre 2016
- La prova di creatività: Upside Down o rovesciata
- La prova tecnica: Torta Lasciapassare di Knam
- La prova WOW: una Scultura di pane
- Concorrente eliminato: Emanuele, Fabio, Mario, Rossella

| Claudio    |  | N.D. |  |
| Joyce      |  | N.D. |  |
| Bartolomeo |  | N.D. |  |
| Roberta    |  | N.D. |  |
| Michele    |  | N.D. |  |
| Mattia     |  |      |  |
| Lorenzo    |  |      |  |
| Stefania   |  |      |  |
| Francesca  |  |      |  |
| Annalisa   |  |      |  |
| Giovanni   |  |      |  |
| Federico   |  |      |  |
| Paola      |  |      |  |
| Valentina  |  |      |  |
| Federica   |  |      |  |
| Martina    |  |      |  |
| Rossella   |  |      |  |
| Fabio      |  |      |  |
| Emanuele   |  |      |  |
| Mario      |  |      |  |

     Il concorrente è tra i 5 migliori della prova creativa e salta la prova tecnica.
     Il concorrente ha superato la prova
     Il concorrente figura tra gli ultimi 2/3 ed è a rischio eliminazione ma supera la prova
     Il concorrente è stato eliminato
 Il concorrente vince la prova tecnica.
 Il concorrente vince la puntata e si aggiudica il grembiule blu.

### Episodio 2
Prima TV: 9 settembre 2016
- La prova di creatività: Paris Brest, una torta a forma di ruota inventata per una gara ciclistica francese
- La prova tecnica: Baumkuchen (dal tedesco: Torta albero), una torta stratificata che ricorda le venature del legno, ricoperta da gelatina all'albicocca con uno strato di glassa al cioccolato
- La prova Wow: Naked cake, torta americana a più strati senza rivestimento. I concorrenti devono proporne una alta almeno 50 cm (anche se nessuno centra l'obiettivo). Molte delle torte presentate crollano prima della presentazione ai giudici
- Concorrente eliminato: Federica

| Concorrente | Prova    | Prova   | Prova |
| Concorrente | creativa | tecnica | WOW   |
| ----------- | -------- | ------- | ----- |
| Michele     |          |         |       |
| Claudio     |          |         |       |
| Joyce       |          |         |       |
| Bartolomeo  |          |         |       |
| Roberta     |          |         |       |
| Mattia      |          |         |       |
| Lorenzo     |          |         |       |
| Stefania    |          |         |       |
| Francesca   |          |         |       |
| Annalisa    |          |         |       |
| Giovanni    |          |         |       |
| Federico    |          |         |       |
| Paola       |          |         |       |
| Valentina   |          |         |       |
| Martina     |          |         |       |
| Federica    |          |         |       |

     Il concorrente ha superato la prova
     Il concorrente figura tra gli ultimi 2/3 ed è a rischio eliminazione ma supera la prova
     Il concorrente è stato eliminato
 Il concorrente vince la prova tecnica.
 Il concorrente vince la puntata e si aggiudica il grembiule blu.

### Episodio 3
Prima TV: 16 settembre 2016
- La prova creativa: Sfogliatelle frolle
- La prova tecnica: casatiello fatto con il lievito madre. La giuria non riesce a determinare un vincitore a causa della poca cottura dei casatielli.
- La prova Wow: I concorrenti, per la prima volta divisi in due squadre, devono creare una torta nuziale per un matrimonio de Il boss delle cerimonie. La squadra blu è formata da Claudio, Michele, Mattia, Federico, Francesca, Roberta, Luca e Stefania mentre restanti fanno parte della squadra gialla. Vince la squadra gialla
- Concorrente eliminato: Giovanni

### Episodio 4
Prima TV: 23 settembre 2016
- La prova creativa: Torta "Sembra dolce ma non è"
- La prova tecnica: Religieuse à l’ancienne
- La prova Wow: Gravity cake
- Concorrente eliminato: Stefania, Michele

### Episodio 5
Prima TV: 30 settembre 2016
- La prova creativa:Mini cake
- La prova tecnica:Cioccolatini alla Pollok
- La prova Wow: Street food
- Concorrente eliminato: Claudio

### Episodio 6
Prima TV: 7 ottobre 2016
- La prova creativa: Torta moka
- La prova tecnica: Cheesecake
- La prova Wow: Salad cake
- Concorrente eliminato: Annalisa

### Episodio 7
Prima TV: 14 ottobre 2016
- Prova tecnica di ripescaggio: Torta Extreme
- Concorrente ripescato: Bartolomeo
- La prova creativa: Calzone salato
- La prova Wow: Choco ball
- Concorrente eliminato: Valentina
- NOTA: In questo episodio la prova tecnica è stata svolta prima della prova creativa, e non ha visto come protagonisti i concorrenti in gara, ma i concorrenti eliminati, per permettere ad un concorrente di essere ripescato.

### Episodio 8
Prima TV: 21 ottobre 2016
- La prova creativa: Red Velvet
- La prova tecnica: Gran Torino
- La prova Wow: Torta creata da un fan (differente per ciascun concorrente)
- Concorrente eliminato: Nessuno
- NOTA: In questo episodio, dedicato proprio a Bake Off Italia, sono comparsi diversi concorrenti delle precedenti edizioni e non è stato eliminato alcun concorrente.

### Episodio 9
Prima TV: 28 ottobre 2016
- La prova creativa: Cannoli siciliani
- La prova tecnica: Pane di Altamura e taralli pugliesi
- La prova Wow: Lava cake
- Concorrente eliminato: Paola
- NOTE: La prova tecnica della puntata è stata registrata in esterna in particolare nella città di Altamura (BA). Prima del verdetto di eliminazione della puntata, Federico decide di lasciare il programma in virtù delle troppe assenze fatte a scuola.

### Episodio 10
Prima TV: 4 novembre 2016
- La prova creativa: Madeleine dolci e salate
- La prova tecnica: Torta opéra
- La prova Wow: I concorrenti devono riproporre in una torta uno dei 4 quadri preferiti dai giudici (L'urlo, Girasoli, Composition of red, blue and yellow e Nascita di Venere).
- Concorrente eliminato: Roberta

### Episodio 11
Prima TV: 11 novembre 2016
- La prova creativa: I concorrenti devono preparare 4 differenti brunch: 2 dolci e 2 salati. Joyce, avendo il bonus, avrebbe potuto preparare soltanto 3 tipi di brunch, ma cede il suo bonus a Martina. Tuttavia neppure Martina ne ha usufruito, in quanto è riuscita alla fine a presentare tutti e quattro le preparazioni
- La prova tecnica: I concorrenti devono preparare una torta cioccolato e melanzane ideata dal maestro Knam.
- La prova Wow: I concorrenti possono fare una qualsiasi torta legata al mondo della musica e che sia, come vuole la regola della prova, "wow". I concorrenti possono quindi scegliere una qualsiasi canzone per riprodurla in una torta.
- Concorrente eliminato: Martina

### Episodio 12
Prima TV: 18 novembre 2016
- La prova creativa:torta ibrida (i concorrenti devono preparare una loro creazione che combini due ricette classiche).Alla fine della prova viene eliminato Lorenzo dopo il deludente "cassolo".
- La prova tecnica: torta ACE
- La prova Wow: torta per la famiglia
- Concorrenti eliminati: Lorenzo (alla fine della prova creativa) Luca

### Episodio 13 - Semifinale
Prima TV: 25 novembre 2016
- La prova creativa: magic cake
- La prova tecnica: il dolce dell'estate (esterna a Noto, Sicilia)
- La prova Wow: monumenti di pasta frolla (Tour Eiffel, Palazzo Vecchio, Campanile di San Marco, Empire State Building)
- Concorrente eliminato: Bartolomeo

### Episodio 14 - Finale
Prima TV: 2 dicembre 2016
- La prova creativa: carrello di 5 dolci differenti con relative salse (ospite e quarto giudice: Annie Féolde)
- La prova tecnica: dolce metro
- La prova Wow: cavallo di battaglia
- Primo classificato: Joyce
- Secondo classificato: Francesca
- Terzo classificato: Mattia

## Classifica prova tecnica
| #  | E1        | E2         | E3   | E4        | E5        | E6        | E7         | E8         | E9        | E9         | E10        | E11       | E12        | E13        | E14 |
| -- | --------- | ---------- | ---- | --------- | --------- | --------- | ---------- | ---------- | --------- | ---------- | ---------- | --------- | ---------- | ---------- | --- |
| 1  | Mattia    | Michele    | N.D. | Federico  | Joyce     | Francesca | Bartolomeo | Federico   | Francesca | Joyce      | Luca       | Luca      | Mattia     | Francesca  |     |
| 2  | Lorenzo   | Francesca  | N.D. | Luca      | Valentina | Martina   | N.D.       | Mattia     | Mattia    | Roberta    | Francesca  | Joyce     | Joyce      | Joyce      |     |
| 3  | Stefania  | Claudio    | N.D. | Lorenzo   | Francesca | Paola     | N.D.       | Joyce      | Paola     | Bartolomeo | Joyce      | Martina   | Francesca  | Mattia     |     |
| 4  | Francesca | Lorenzo    | N.D. | Francesca | Paola     | Joyce     | N.D.       | Francesca  | Lorenzo   | Martina    | Bartolomeo | Francesca | Bartolomeo | Bartolomeo |     |
| 5  | Annalisa  | Mattia     | N.D. | Roberta   | Roberta   | Lorenzo   | N.D.       | Roberta    | Federico  | Luca       | Roberta    |           | Luca       |            |     |
| 6  | Giovanni  | Stefania   | N.D. | Mattia    | Martina   | Valentina | N.D.       | Martina    |           |            | Martina    |           |            |            |     |
| 7  | Federico  | Bartolomeo | N.D. | Claudio   | Mattia    | Roberta   | N.D.       | Bartolomeo | Mattia    | Lorenzo    |            |           |            |            |     |
| 8  | Paola     | Joyce      | N.D. | Martina   | Federico  | Annalisa  |            | Paola      | Lorenzo   |            |            |           |            |            |     |
| 9  | Valentina | Federica   | N.D. | Paola     | Annalisa  | Luca      |            | Lorenzo    |           |            |            |           |            |            |     |
| 10 | Rossella  | Annalisa   | N.D. | Annalisa  | Luca      | Federico  |            | Luca       |           |            |            |           |            |            |     |
| 11 | Martina   | Roberta    | N.D. | Valentina | Lorenzo   | Mattia    |            |            |           |            |            |           |            |            |     |
| 12 | Federica  | Federico   | N.D. | Joyce     | Claudio   |           |            |            |           |            |            |           |            |            |     |
| 13 | Fabio     | Valentina  | N.D. | Michele   |           |           |            |            |           |            |            |           |            |            |     |
| 14 |           | Paola      | N.D. |           |           |           |            |            |           |            |            |           |            |            |     |
| 15 | Martina   | N.D.       |      |           |           |           |            |            |           |            |            |           |            |            |     |
| 16 | Giovanni  |            |      |           |           |           |            |            |           |            |            |           |            |            |     |
| 17 |           |            |      |           |           |           |            |            |           |            |            |           |            |            |     |
| 18 |           |            |      |           |           |           |            |            |           |            |            |           |            |            |     |

3 mattia

## Ascolti
La prima puntata ha ottenuto 1,345 milioni di spettatori e il 6,8% di share, e la finale 2 milioni e il 7.4%, dati ottenuti grazie alla trasmissione in simulcast su tutti i canali free del gruppo Discovery Communications (DMAX, Giallo, Focus, K2, Frisbee e Nove). I dati nella tabella indicano il numero di telespettatori e lo share.
| Puntata           | Messa in onda     | Real Time      | Real Time | Ospiti       |
| Puntata           | Messa in onda     | Telespettatori | Share     | Ospiti       |
| ----------------- | ----------------- | -------------- | --------- | ------------ |
| 1                 | 2 settembre 2016  | 796.000        | 4%        | -            |
| 2                 | 9 settembre 2016  | 1.003.000      | 4,7%      | -            |
| 3                 | 16 settembre 2016 | 1.069.000      | 4,4%      | -            |
| 4                 | 23 settembre 2016 | 1.022.000      | 4,3%      | -            |
| 5                 | 30 settembre 2016 | 949.000        | 3,8%      | -            |
| 6                 | 7 ottobre 2016    | 974.000        | 3,8%      | -            |
| 7                 | 14 ottobre 2016   | 1.009.000      | 3,9%      | -            |
| 8                 | 21 ottobre 2016   | 1.090.000      | 4,2%      | -            |
| 9                 | 28 ottobre 2016   | 944.000        | 3,7%      | -            |
| 10                | 4 novembre 2016   | 1.198.000      | 4,6%      | -            |
| 11                | 11 novembre 2016  | 1.073.000      | 4,1%      | -            |
| 12                | 18 novembre 2016  | 1.191.000      | 4,5%      | -            |
| Semifinale        | 25 novembre 2016  | 1.061.000      | 4,1%      | -            |
| Finale            | 2 dicembre 2016   | 1.340.000      | 5%        | Annie Féolde |
| Media             | Media             | 1.049.000      | 3,95%     |              |
| Celebrity Edition | 9 dicembre 2016   | 943.000        | 3,60%     |              |

- Con un 1.049.000 telespettatori, questa edizione risulta la più vista nella storia del programma.